# Рауф Денкташ
Рауф Денкташ (тур. Rauf Raif Denktaş; 27 січня 1924, Пафос — 13 січня 2012, Нікосія) — політик, перший президент Турецької Республіки Північного Кіпру (1983–2005), до того — керівник Турецької організації оборони.
Рауф Денкташ був прихильником незалежності турецьких кіпріотів. Саме він у 1983 році заснував Турецьку Республіку Північного Кіпру, нині визнану лише Анкарою. На посаді президента Денкташ перебував майже 20 років.

## Біографія
Народився в сім'ї судді, в 1930 році батько відправив його на навчання до Стамбульского ліцею. Після Другої світової війни Рауф Денкташ навчається на юриста у Великій Британії, після повернення на батьківщину працює адвокатом.
- 1948 року — член асамблеї, яка повинна була виробити принципи самоврядування для Кіпру.
- 1957 року — один із засновників Турецької організації оборони, що протистояв озброєним грекам-кіпріотам, які добивалися політичної єдності острова з Грецією,
- 1960 — голова турко-кіпрської законодавчої палати,
- 1974 — після турецького військового вторгнення двічі обирався президентом так званого турецького федеративної держави на Кіпрі,
- 1983—2005 — Президент самопроголошеної Турецької республіки Північного Кіпру.
- 2004 — закликав турків-кіпріотів відкинути план генсека ООН Кофі Аннана щодо об'єднання острова. На роздільних референдумах греки-кіпріоти відкинули цей план, тоді як турки-кіпріоти, всупереч думці Денкташа, з ним погодилися двома третинами голосів.

13 січня 2011 року 88-річний політик помер у лікарні від комплексної недостатності внутрішніх органів.
Син Сердар Денкташ очолює Демократичну партію на півночі Кіпру.